# 桑利斯
桑利斯（法語：Senlis，發音：[sɑ̃lis] ⓘ），法国北部城市，上法兰西大区瓦兹省的一个市镇，同时也是该省的一个副省会，下辖桑利斯区，其市镇面积为24.05平方公里，2022年1月1日时人口数量为15,238人，在法国市镇中排名第646位。
桑利斯位于瓦兹省南部，埃默农维尔森林、阿拉特森林和尚蒂伊森林交汇处。桑利斯历史悠久，高卢时期即出现城镇，中世纪时为法兰西皇室的直属领地，并长期为重要的商业城市，其城市面积一度超过巴黎，工业革命后逐渐衰退，现为一座区域性的中心城市，同时也因其境内的多处历史建筑以及天然林地而成为法国北部的一座旅游城市。法国化学家安托萬·波美、政治人物貝爾納·卡澤納夫和足球运动员奇雲·甘美路出生于桑利斯。

## 地名来源

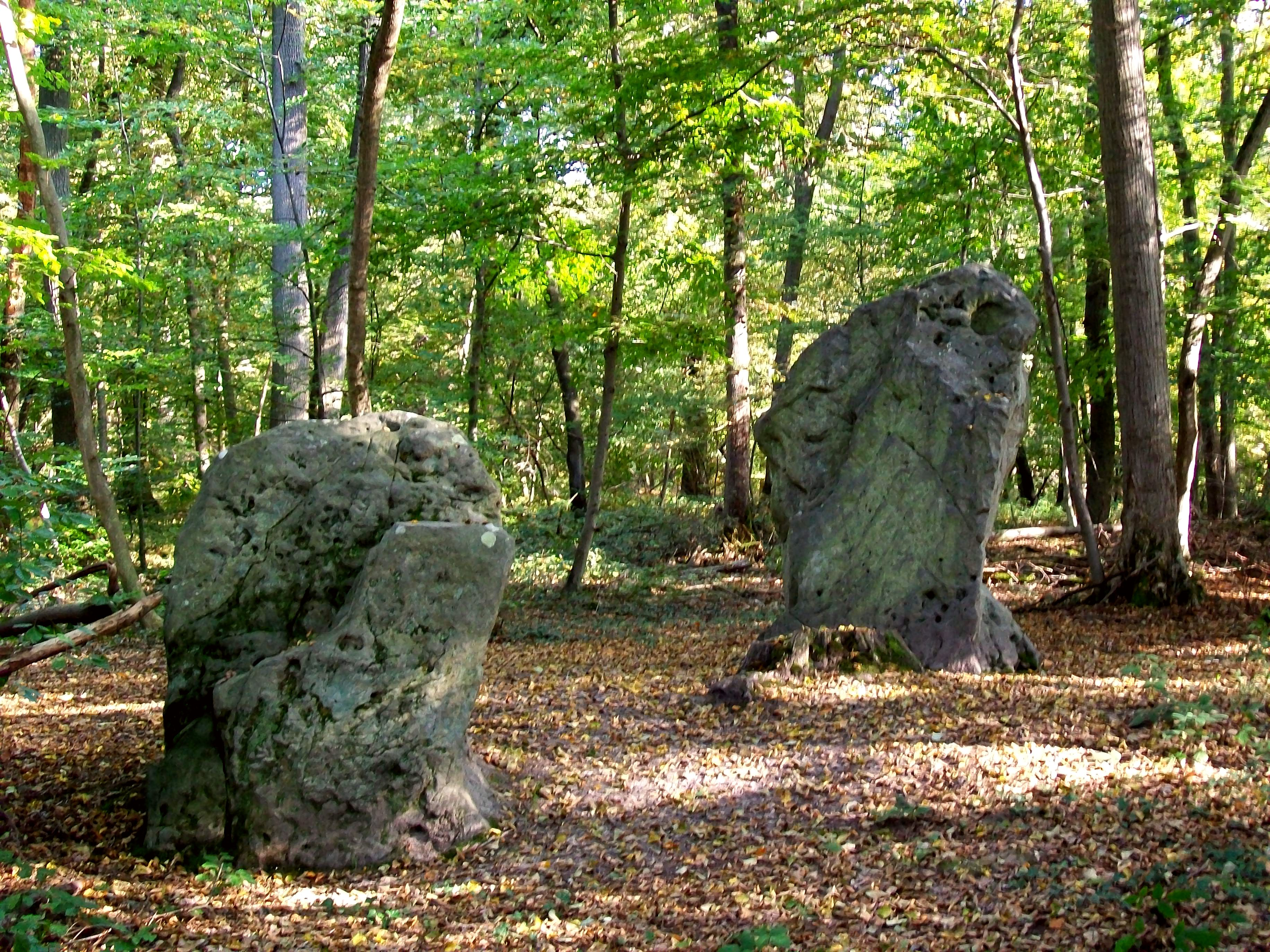
桑利斯附近森林内的巨石阵

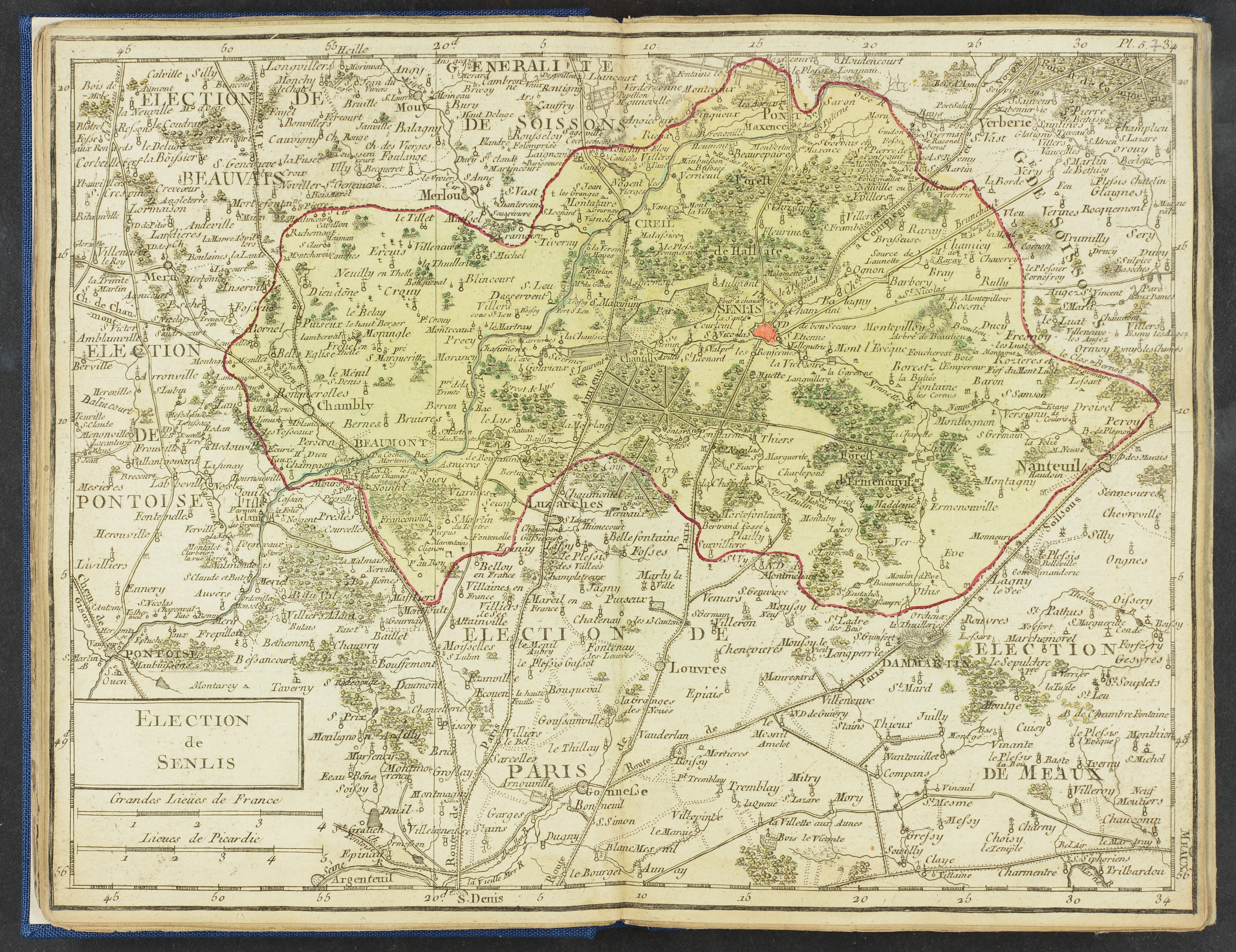
1783年桑利斯附近区域的地图

“桑利斯”一名来源于高卢时期生活于此的席尔瓦内克特人，该部落名称来源于高卢语“selvanos”，意为“拥有者”。

## 历史
桑利斯历史悠久，其附近的森林中有巨石阵分布。高卢时期，桑利斯为席尔瓦内克特人的活动中心，其附近区域曾出土过相关钱币。罗马人入侵后，在原席尔瓦内克特人都城的基础上兴建奥古斯托马古斯城，其名称意为“奥古斯都的集市”，其城墙内的面积达6.38公顷，此外还有两条罗马道路在此交汇。近现代的考古发掘还证明了奥古斯托马古斯曾有斗兽场的存在。公元4世纪末，里厄尔成为桑利斯的首任主教。公元587年，根据《昂德洛条约》，桑利斯的大部分土地被划入奥斯特拉西亚。中世纪时，桑利斯长期为法兰西皇室领地，于格·卡佩于公元10世纪末修建了桑利斯皇家城堡，该城堡在路易六世时期得到了大规模的扩张和装饰；而桑利斯圣母大教堂也于1154年在路易七世的主持下得以修建，后者于1173年为桑利斯颁布了市镇宪章。中世纪中后期，多名法兰西国王都有曾游览或短期居住于桑利斯，其中腓力二世还兴建了桑利斯第二城墙。中世纪末期，桑利斯成为了一个重要的纺织品交易中心，其发展达到顶峰，一张绘制于14世纪的地图曾表明在这一时期桑利斯的城市面积超过了首都巴黎。1493年，查理八世与马克西米利安一世签订《桑利斯条约》，勃艮第公国内的多个伯国被划入法兰西。16至18世纪间，桑利斯多次遭遇黑死病疫情，当地经济有所衰退，但仍保持商业中心的地位。法国大革命期间，桑利斯皇家城堡被革命派捣毁，此后，桑利斯成为瓦兹省的一个市镇，并成为该省的一个地区行署，1800年起成为副省会。1832年，桑利斯爆发霍乱疫情，造成数百人遇难。工业革命期间，桑利斯执政官为“保护”当地的商业，减少外界竞争，拒绝了铁路的修建，致使法国北部的两条铁路干线——巴黎－里尔铁路和巴黎－伊尔松铁路均未能经过桑利斯，此举也使得桑利斯的工商业地区逐渐被瓦兹河畔的克雷伊给取代，间接造成了桑利斯城市发展的停滞甚至衰落。一条连通桑利斯的支线铁路曾于19世纪末建成，但因其走向不顺（无法直通巴黎）而于20世纪30年代关闭。1914年9月，普鲁士军队曾进攻桑利斯并取得胜利，史称“桑利斯战役”，一战末期，福煦率军解放桑利斯，并在此修建了一处临时性的战地医院。战后，桑利斯建成了国家公墓。二战后，法国第四十一通讯团驻扎于桑利斯，后于2009年6月迁至杜埃。

## 地理

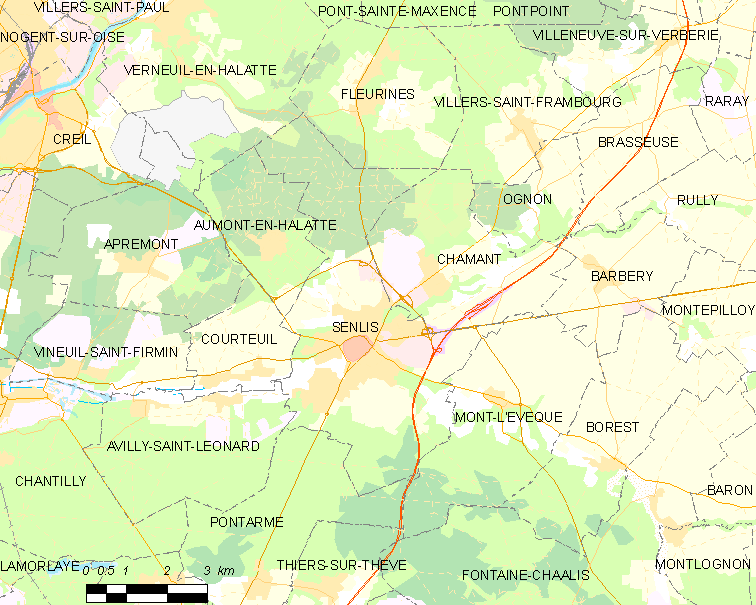
桑利斯市镇范围地图

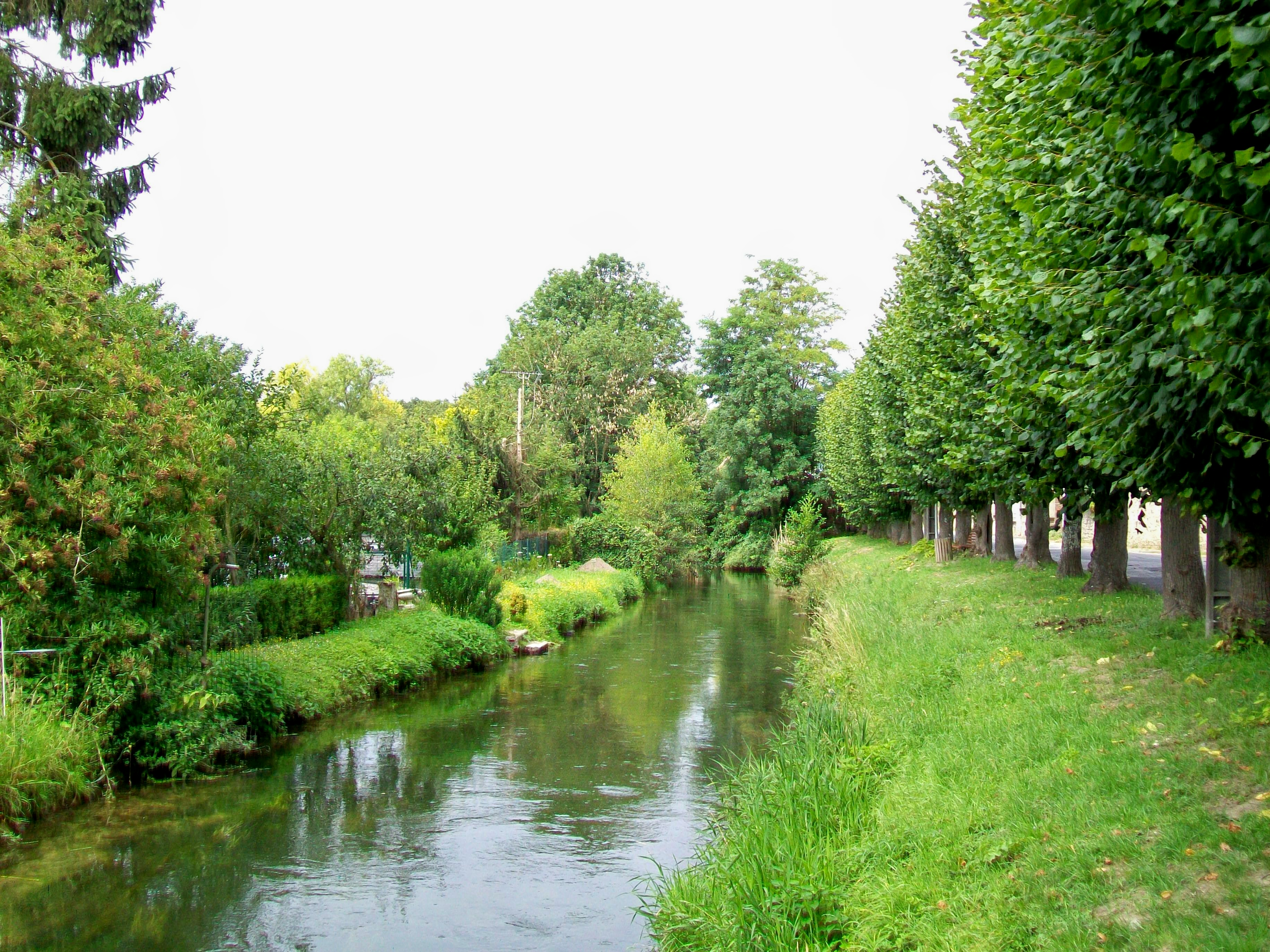
诺内特河桑利斯段

桑利斯位于法国北部，上法兰西大区南部和瓦兹省南部，距离省会博韦大约53公里。与桑利斯接壤的市镇包括：韦尔讷伊昂纳拉特、欧蒙昂纳拉特、阿维利圣莱奥纳尔、沙芒、库尔特伊、弗勒里讷、蒙莱韦克、蓬塔尔梅、维莱圣弗朗堡-奥尼翁。

### 地形
桑利斯位于巴黎盆地北部，境内以丘陵和平原为主，市镇中心地势较为平坦，全境海拔在47到140米之间。

### 水文
诺内特河自东向西流经境内，该河是瓦兹河的支流，属于塞纳河流域。

### 植被
桑利斯位于埃默农维尔森林、阿拉特森林和尚蒂伊森林的交汇处，属于温带落叶林区，林地广泛分布于河流附近等，均常年免费向公众开放。
在鲜花城市的评比中，桑利斯被评为3星级鲜花城市。

### 气候
桑利斯在柯本气候分类法中属于温带海洋性气候。
桑利斯境内设有气象站，以下为该气象站的数据（其中日照数据取自克雷伊）：
| 桑利斯1981年－2019年 | 桑利斯1981年－2019年 | 桑利斯1981年－2019年 | 桑利斯1981年－2019年 | 桑利斯1981年－2019年 | 桑利斯1981年－2019年 | 桑利斯1981年－2019年 | 桑利斯1981年－2019年 | 桑利斯1981年－2019年 | 桑利斯1981年－2019年 | 桑利斯1981年－2019年 | 桑利斯1981年－2019年 | 桑利斯1981年－2019年 | 桑利斯1981年－2019年 |
| 月份                 | 1月                  | 2月                  | 3月                  | 4月                  | 5月                  | 6月                  | 7月                  | 8月                  | 9月                  | 10月                 | 11月                 | 12月                 | 全年                 |
| -------------------- | -------------------- | -------------------- | -------------------- | -------------------- | -------------------- | -------------------- | -------------------- | -------------------- | -------------------- | -------------------- | -------------------- | -------------------- | -------------------- |
| 历史最高温 °C（°F）  | 15 (59)              | 22 (72)              | 24.1 (75.4)          | 27.5 (81.5)          | 31 (88)              | 35 (95)              | 36.5 (97.7)          | 38 (100)             | 33 (91)              | 28 (82)              | 20 (68)              | 17 (63)              | 38 (100)             |
| 平均高温 °C（°F）    | 6.2 (43.2)           | 7.1 (44.8)           | 11.2 (52.2)          | 14.5 (58.1)          | 18.5 (65.3)          | 21.7 (71.1)          | 25 (77)              | 24.6 (76.3)          | 20.8 (69.4)          | 16.3 (61.3)          | 10.3 (50.5)          | 7.4 (45.3)           | 15.3 (59.5)          |
| 日均气温 °C（°F）    | 3.1 (37.6)           | 3.3 (37.9)           | 6.7 (44.1)           | 9.2 (48.6)           | 13.3 (55.9)          | 16.4 (61.5)          | 18.9 (66.0)          | 18.5 (65.3)          | 15.2 (59.4)          | 11.8 (53.2)          | 6.6 (43.9)           | 4.6 (40.3)           | 10.6 (51.1)          |
| 平均低温 °C（°F）    | 0 (32)               | −0.6 (30.9)          | 2.2 (36.0)           | 3.9 (39.0)           | 8 (46)               | 11.1 (52.0)          | 12.9 (55.2)          | 12.4 (54.3)          | 9.7 (49.5)           | 7.3 (45.1)           | 2.9 (37.2)           | 1.8 (35.2)           | 6 (43)               |
| 历史最低温 °C（°F）  | −19 (−2)             | −14 (7)              | −11 (12)             | −5 (23)              | −1 (30)              | 3 (37)               | 3 (37)               | 4 (39)               | 0 (32)               | −4 (25)              | −8.7 (16.3)          | −14 (7)              | −19 (−2)             |
| 平均降水量 mm（）    | 61.4 (2.42)          | 47.6 (1.87)          | 58.3 (2.30)          | 53.8 (2.12)          | 66.2 (2.61)          | 57.7 (2.27)          | 64.5 (2.54)          | 58 (2.3)             | 56.9 (2.24)          | 71.3 (2.81)          | 58.9 (2.32)          | 70 (2.8)             | 724.6 (28.53)        |
| 月均日照時數         | 54.1                 | 57                   | 172.7                | 245.2                | 164.6                | 251.7                | 233.5                | 207                  | 172.6                | 130                  | 46.8                 | 48.6                 | 1,783.8              |
| 来源：infoclimat.fr  |                      |                      |                      |                      |                      |                      |                      |                      |                      |                      |                      |                      |                      |

## 行政区划

桑利斯城市地图

桑利斯是法国上法兰西大区瓦兹省的一个市镇，编号为60612，它也是瓦兹省的一个副省会。桑利斯下辖桑利斯区，隶属于瓦兹省第四选区，管理桑利斯县，同时也是桑利斯市镇公共社区的办公驻地。
桑利斯市镇被划为10个街区，当地市政府定期举办“街区会议”（réunions de quartier），鼓励居民参与市政管理事务。
法国国家统计与经济研究所（简称）在进行数据统计时，将桑利斯及相邻沙芒设为桑利斯城市核心区以及桑利斯城市区。自2020年起，桑利斯城市区被包含1,949个市镇的巴黎城市辐射区代替。此外，还将桑利斯市镇分为了7个“块区”（IRIS），以便于统计人口分布情况。

## 交通

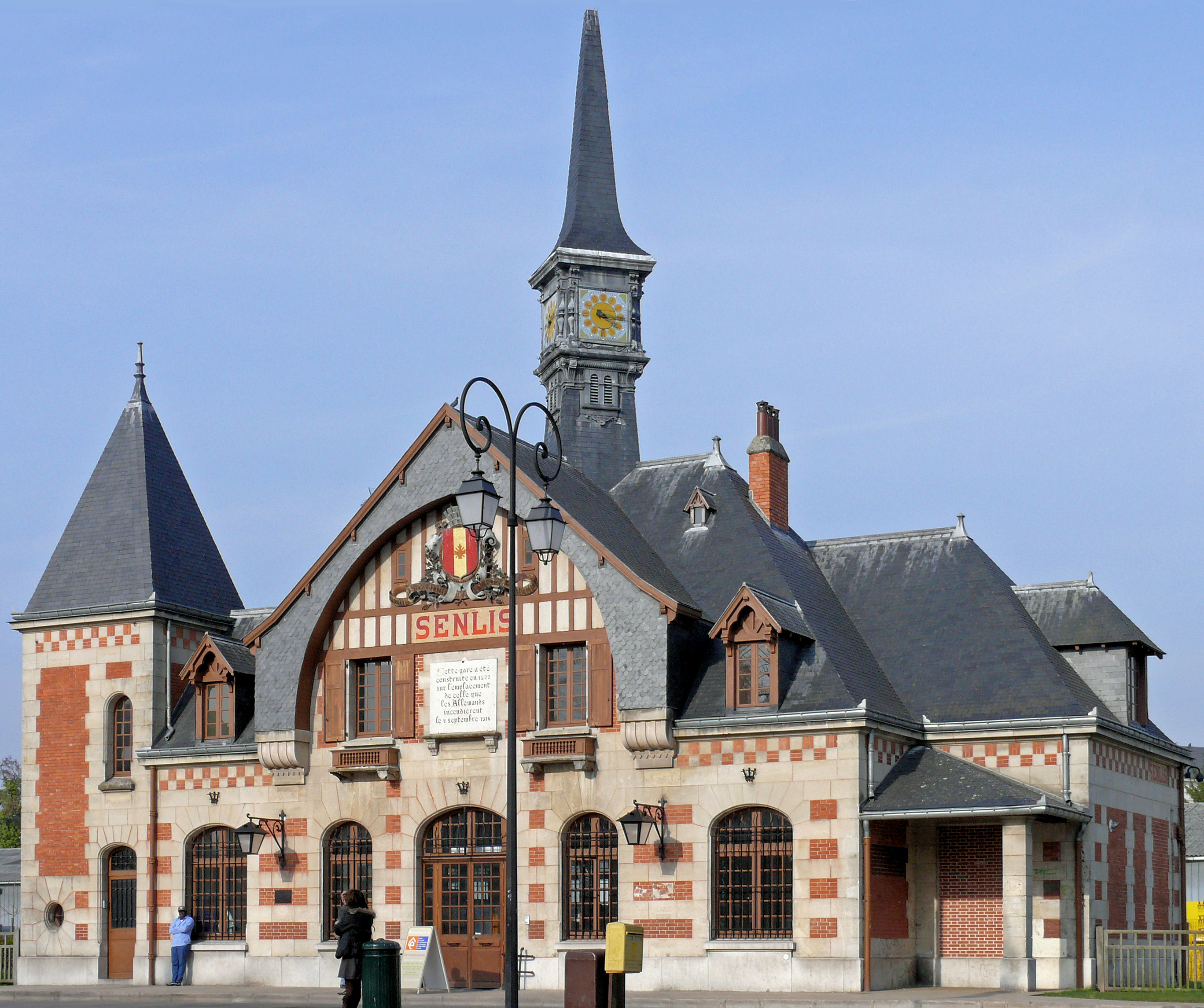
桑利斯火车站旧址

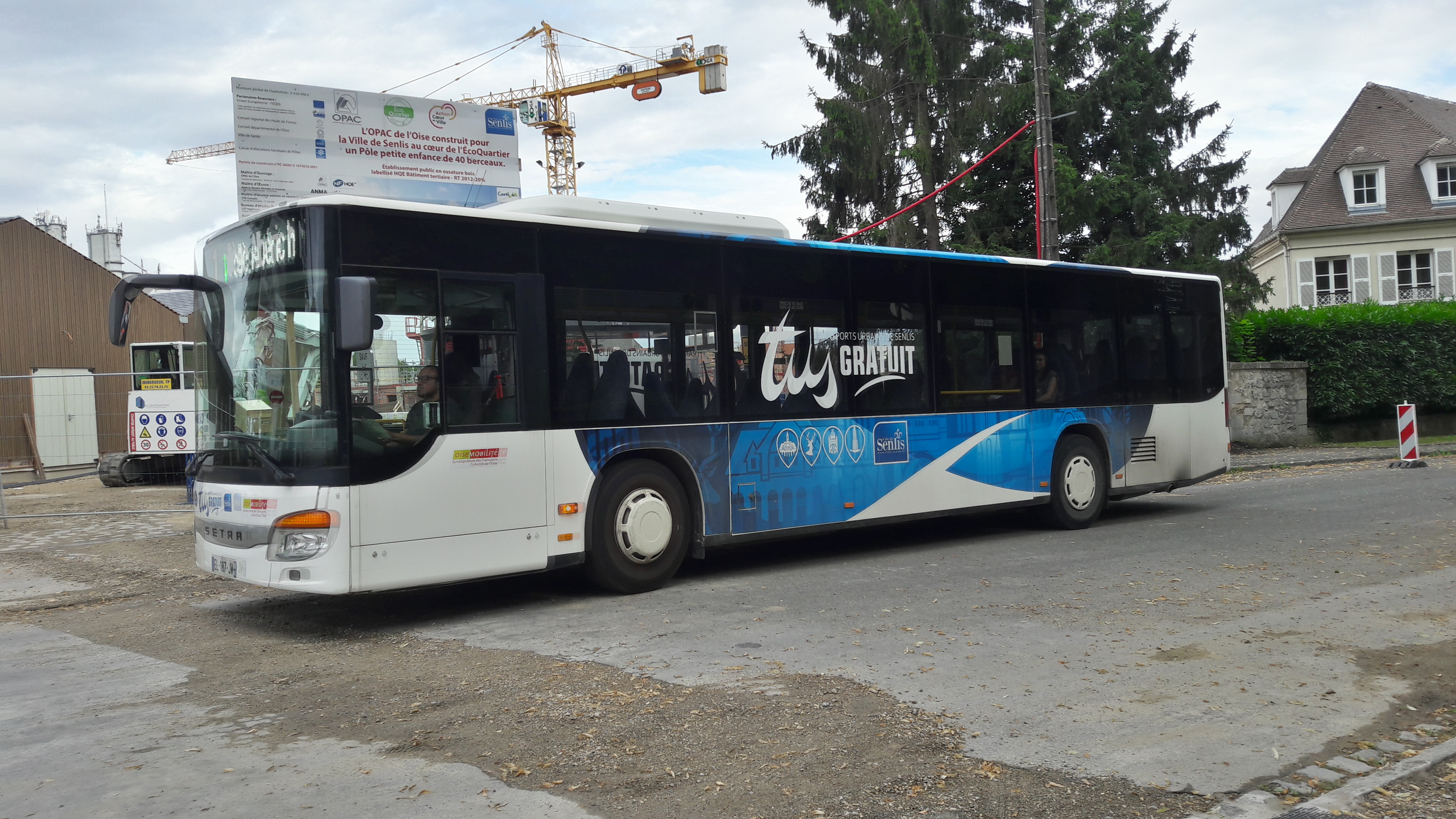
桑利斯公交

### 公路
连接巴黎和里尔的A1高速公路从桑利斯市区东部经过，通过8号出入口连接市区；此外法国国道N330线和多条瓦兹省省道在桑利斯境内交汇。
上法兰西大区下属的瓦兹省城际客运提供多条途径桑利斯的常规巴士线路：
- 10A号线：桑利斯 ↔ 蓬圣马克桑斯
- 10E号线：桑利斯 ↔ 贡比涅
- 13号线：桑利斯 ↔ 奥里城
- 15号线：桑利斯 ↔ 尚蒂伊
- 20号线：桑利斯 ↔ 洛内特河畔韦尔
- 40号线：巴黎戴高乐机场 ↔ 桑利斯 ↔ 克雷伊火车站（可换乘区域列车前往省会博韦）
- 62号线：桑利斯 ↔ 瓦卢瓦地区克雷皮

2017年，78.3%的桑利斯家庭拥有至少一辆的私人汽车。2019年，桑利斯境内共发生各类交通事故18起，造成30人受伤。

### 铁路
途径桑利斯的尚蒂伊-古维约－瓦卢瓦地区克雷皮铁路已于1939年关闭。距离桑利斯最近的运营中客运铁路车站为尚蒂伊-古维约站，距离桑利斯市区大约7公里，该站是法兰西岛大区快铁D线上的一个车站，同时也停靠往返于巴黎和亚眠及圣康坦之间的区域列车。

### 航空
距离桑利斯最近的民用航空站为巴黎戴高乐机场，距离桑利斯市中心的公路里程约26公里。

### 城市公共交通
桑利斯城市公共交通（商业名称为）是当地的城市公共交通系统，由桑利斯市政府直接负责管理和运营，免费向公众开放。截至2021年4月，该系统共包括5条公交线路，路网覆盖了桑利斯市区内的主要街道和居民区。

## 政治

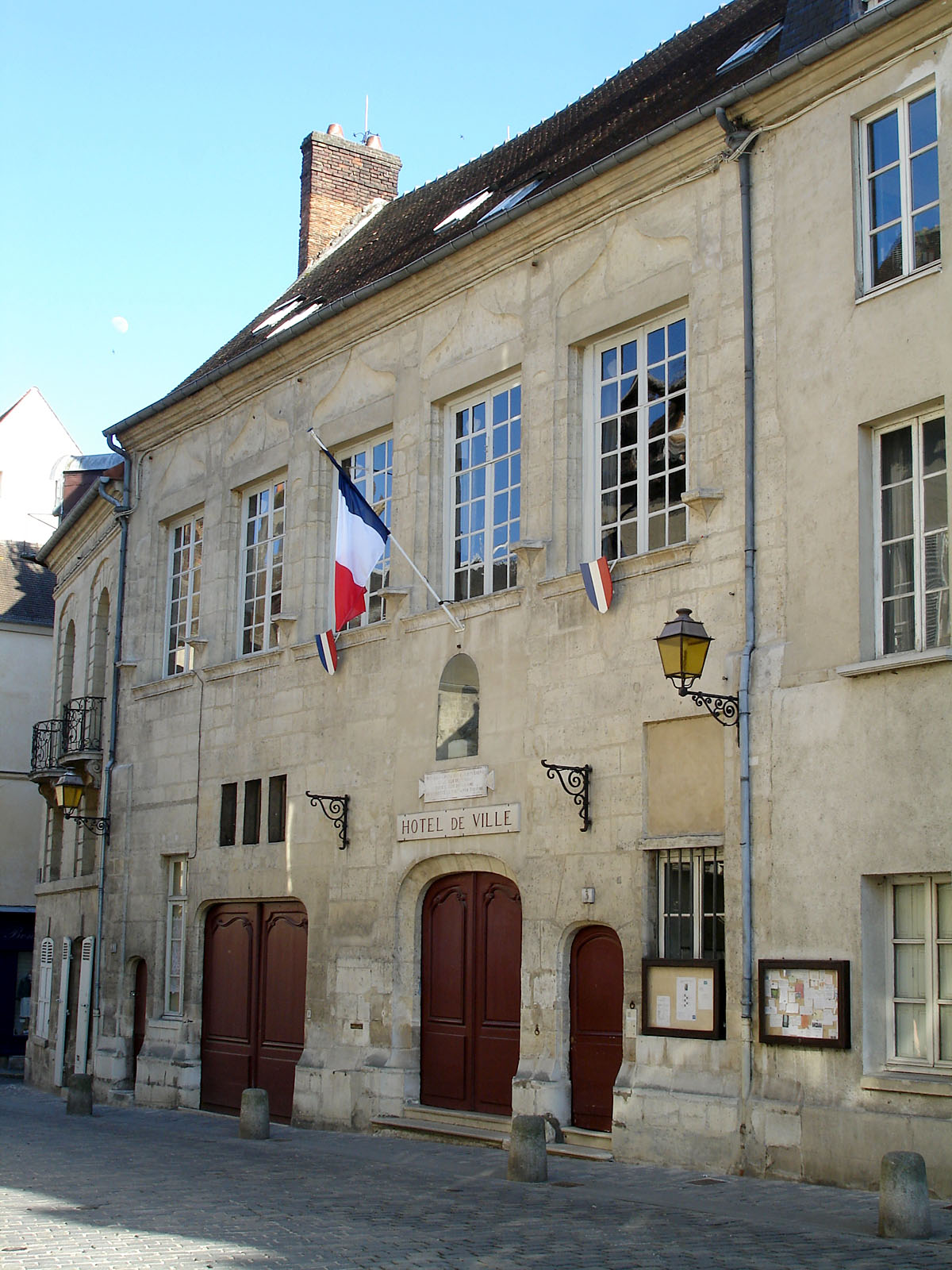
桑利斯市政厅

桑利斯的现任市长为帕斯卡勒·卢瓦瑟勒尔女士（Pascale Loiseleur），她是一名右翼无党派人士，在2020年的市政选举中获得了54.61%的支持率。
在2017年的法国总统大选中，法国第25任总统埃马纽埃尔·马克龙在桑利斯获得了65.5%的支持率。
| 桑利斯历届市长 |                                             |                                  |
| 任期           | 市长                                        | 党派                             |
| 1944年－1945年 | Eugène Gazeau 欧仁·加佐                     | 不详                             |
| 1945年－1946年 | Étienne Audibert 艾蒂安·奥迪贝尔            | 不详                             |
| 1946年－1953年 | Eugène Gazeau 欧仁·加佐                     | 不详                             |
| 1953年－1959年 | Jean Davidsen 让·达维德森                   | 不详                             |
| 1959年－1964年 | Jean Fretay 让·弗勒泰                       | 不详                             |
| 1964年－1971年 | Yves Carlier 伊夫·卡利耶                    | 不详                             |
| 1971年－1974年 | Jean-Émile Reymond 让-埃米尔·雷蒙           | 不详                             |
| 1974年－2008年 | Arthur Dehaine 阿蒂尔·德艾纳                | RPR保衛共和聯盟 →UMP人民运动联盟 |
| 2008年－2011年 | Jean-Christophe Canter 让-克里斯托夫·康泰尔 | UMP人民运动联盟                  |
| 2011年－       | Pascale Loiseleur 帕斯卡勒·卢瓦瑟勒尔       | DVD右翼无党派人士                |

## 人口
2018年，桑利斯市镇人口数量为14,891，在法国排名第646位。其中男性6,802人，女性7,475人，75岁及以上人口占8.5%，外籍人口数量为3,196人，人口密度为619人/平方公里，当地居民被称为（男性）或（女性）。2019年，桑利斯境内出生152人，死亡人口107人。
| 年份   | 1936  | 1946  | 1954  | 1962  | 1968   | 1975   | 1982   | 1990   | 1999   | 2006   | 2011   | 2016   | 2018   |
| ------ | ----- | ----- | ----- | ----- | ------ | ------ | ------ | ------ | ------ | ------ | ------ | ------ | ------ |
| 人口數 | 7,549 | 6,764 | 7,992 | 9,371 | 11,169 | 13,639 | 14,514 | 14,439 | 16,327 | 16,452 | 15,845 | 14,590 | 14,891 |

## 经济
桑利斯是一个区域性的中心城市，当地共有各类用人单位2,624家，平均历史为17年，其中98.29%为中小型企业（PME）。（家用电器销售）、（汽车发动机制造）及（家用电器销售）是当地2019年营业额最高的三个企业，分别为306,873,207欧元、56,474,115欧元和41,957,726欧元。除此之外，旅游及相关配套产业也在桑利斯现代经济中占有重要比重。

## 财政收入
2019年，桑利斯的财政收入总额为25,284,800欧元，财政支出总额为22,076,000欧元，当年的债务总额为15,583,800欧元。2020年，桑利斯共获得1,787,798欧元的国家财政补助，比上一年减少了0.12%。
2017年，桑利斯的人均月收入总额为3,219欧元，其中高级职员为5,519欧元，高于法国平均水平（4,214欧元）；中级职员为2,568欧元，高于法国平均水平（2,353欧元）；普通职员为1,912欧元，亦高于法国平均水平（1,690欧元）。
2017年，桑利斯境内的青壮年（15至64岁）失业率为11.1%，当地61.2%的家庭拥有纳税资格，平均纳税7,808欧元，高于法国平均水平（3,888欧元）。

## 社会事务

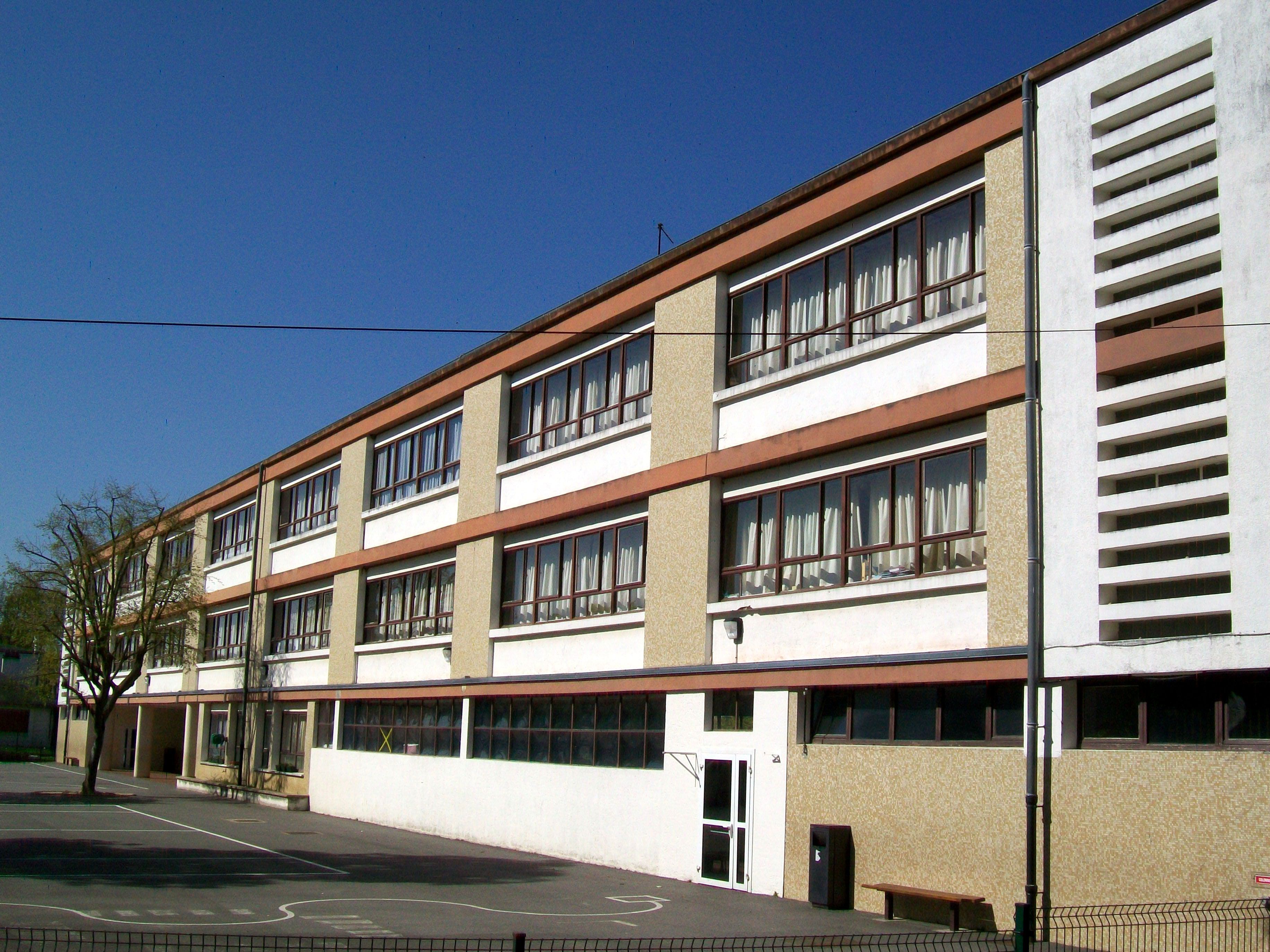
桑利斯的一所学校

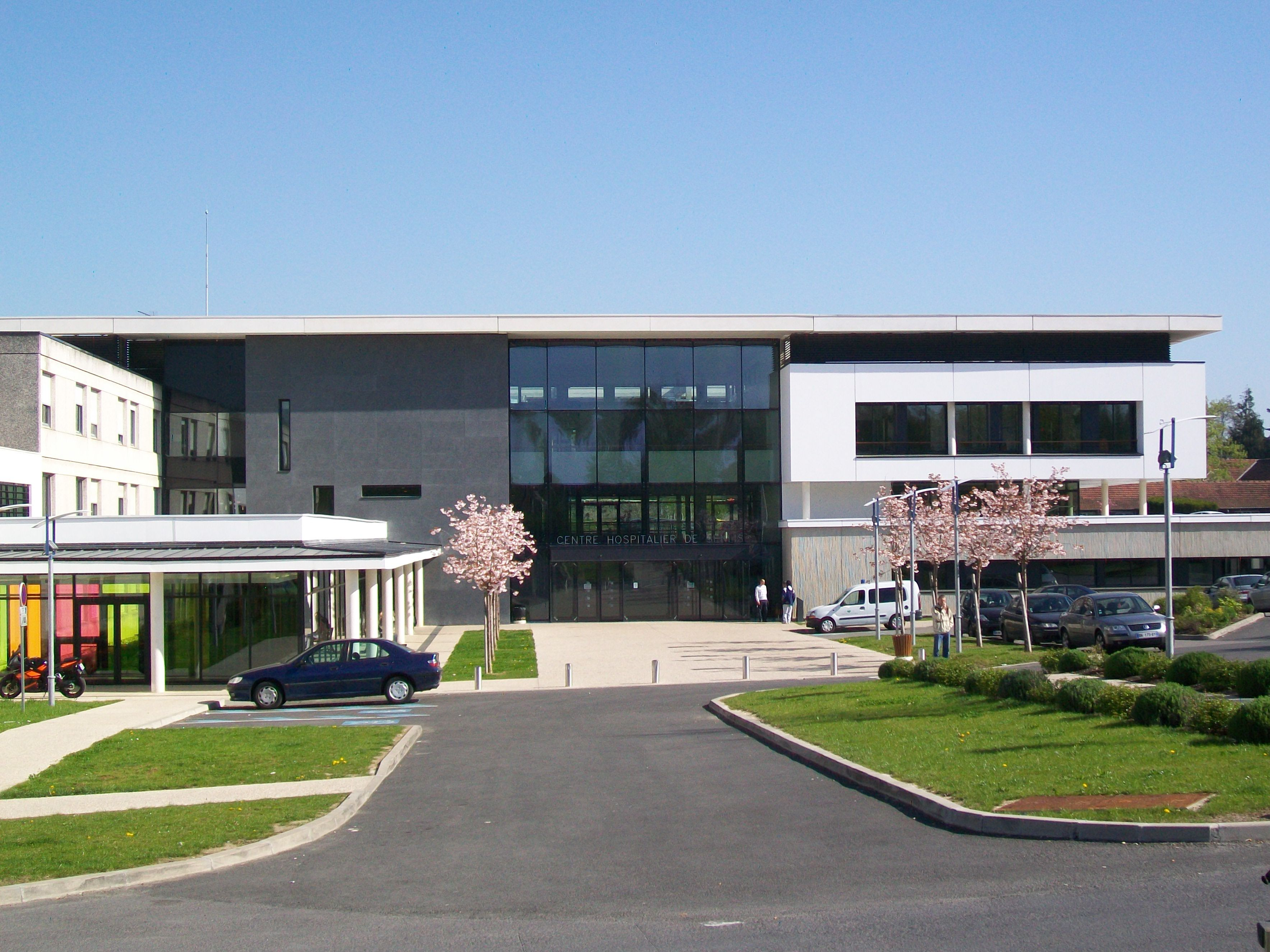
桑利斯中心医院

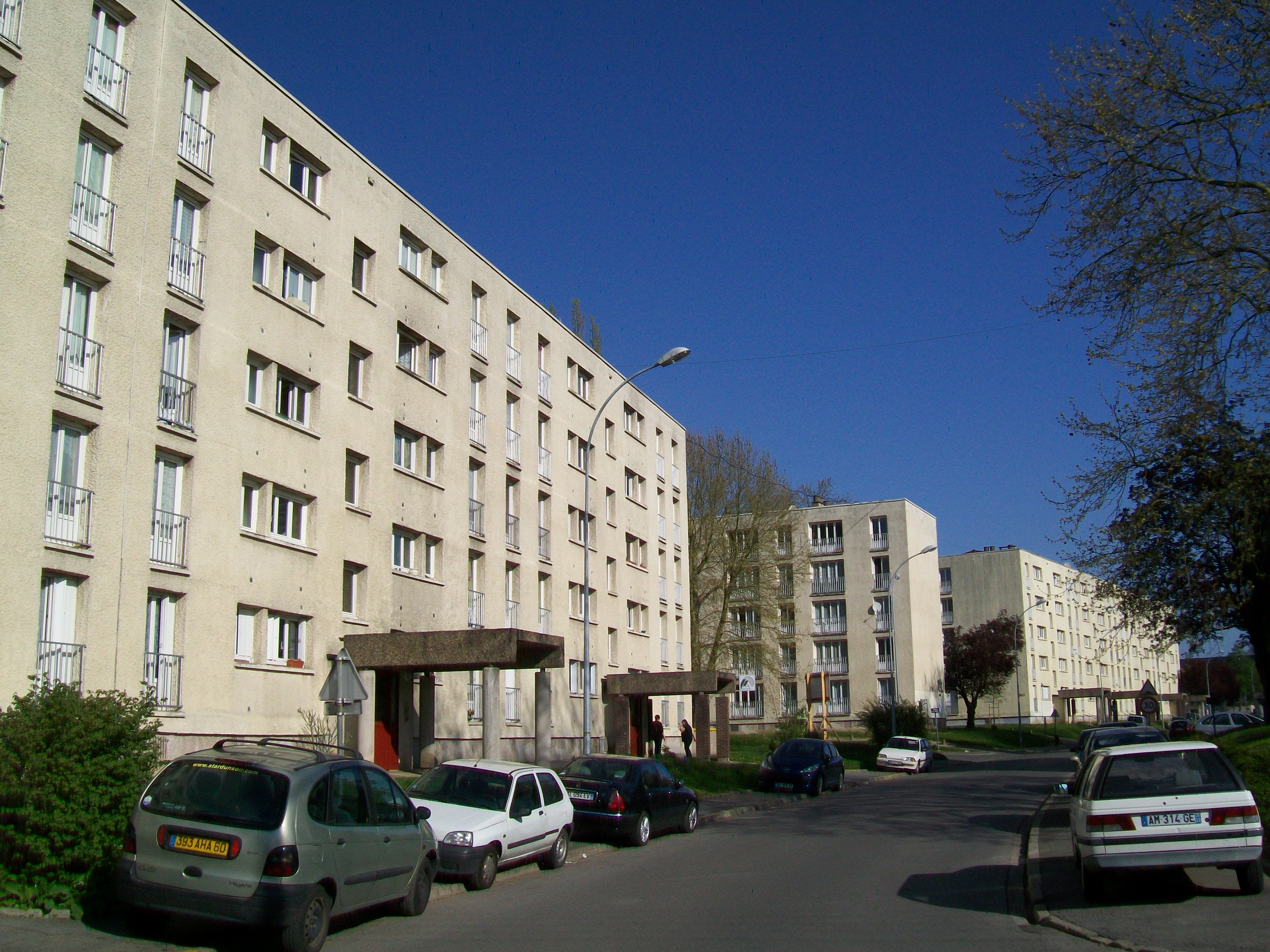
桑利斯境内的现代居民区

### 教育
桑利斯属于亚眠学区。截止2019年1月1日，桑利斯境内共有4所幼儿园、5所小学、3所初级中学、2所普通高中和2所职业高中。2018至2019学年度，桑利斯境内共有在校中等教育阶段学生3,700名。

### 医疗
截止2019年1月1日，桑利斯境内共有全科医生15名、保健师17名、牙医19名、护士16名、耳科医生2名、眼科医生1名、皮肤科医生2名、助产士5名、儿科医生4名和妇科医生6名。境内共有药房6家和养老院3家。
桑利斯是“南部瓦兹省公共医疗集团”（Groupe Hospitalier Public Sud Oise）的服务范围，后者是法国的一个区域性医疗机构，其主病区位于桑利斯市区，设有床位450个，是当地规模最大的公立综合性医院。

### 住房
2017年，桑利斯境内共有各类住房7,356套，其中35.6%为独立式居民区，63.7%为集中式居民区。常住房屋占桑利斯市镇范围内居民建筑总量的87.5%。
在住房保障政策方面，2017年，桑利斯境内共有1,013户家庭获得了住房经济补助，受益人数占总人口数量的7.1%，其中994份为房租补助。

### 商业
2019年，桑利斯境内共有各类实体商铺388家，其中餐厅59家、大型超市7家、杂货店7家、面包房10家、肉铺5家、书店4家、装饰品店2家、银行门店12家、美容美发店24家、汽车维修店25家。市区东部建有开放式商业街区，有一家E.Leclerc大型超市。

### 体育
2019年，桑利斯境内共有1家游泳池、6间体育馆、2座综合体育场、9处网球场、2处马术场、4处足球或橄榄球场以及6处篮球或排球场。
截至2021年4月，桑利斯共有2家注册足球俱乐部，其中桑利斯市政体育联盟（U.S. Municipale de Senlis）于2020至2021赛季参加上法兰西大区足球联赛，而桑利斯五人制运动员俱乐部（U.S. Municipale de Senlis）则是一支五人制足球队。
除足球外，桑利斯还有多个其它项目的体育团体。

### 环境
桑利斯的环境事务由其所属的公共社区负责。2019年，桑利斯境内共有1家污染企业。

### 治安
2019年，桑利斯市镇范围内有1处宪兵队。
2014年，桑利斯及附近地区共发生各类案件5,336起，其中盗窃类案件3,339起，经济类案件497起，毒品交易类案件297起。

## 文化
2019年，桑利斯境内共有1家电影院和2家博物馆。桑利斯市政府提供多媒体中心，向公众全年开放。

### 建筑
桑利斯境内有多处历史建筑，其中桑利斯圣母大教堂是法国首批国家文物保护单位，也是当地的地标性建筑。此外桑利斯的代表性建筑遗产还有桑利斯皇家城堡及圣莫里斯修道院遗址、圣樊尚修道院、圣伯多禄教堂等。

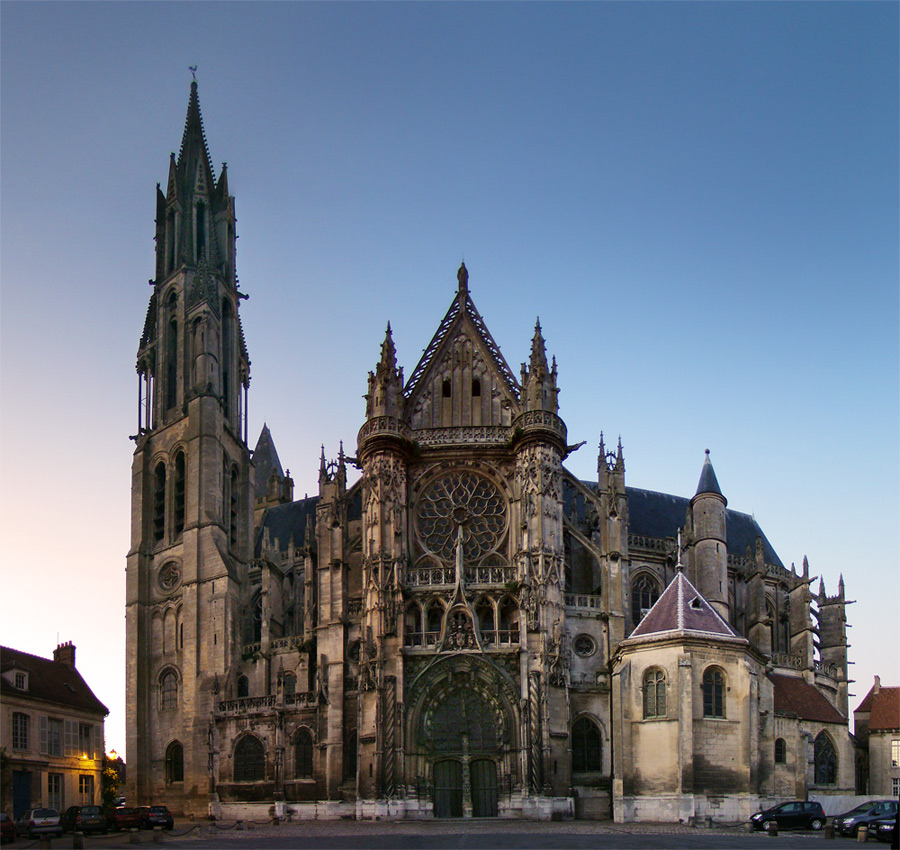
圣母大教堂（法语：Cathédrale Notre-Dame de Senlis）
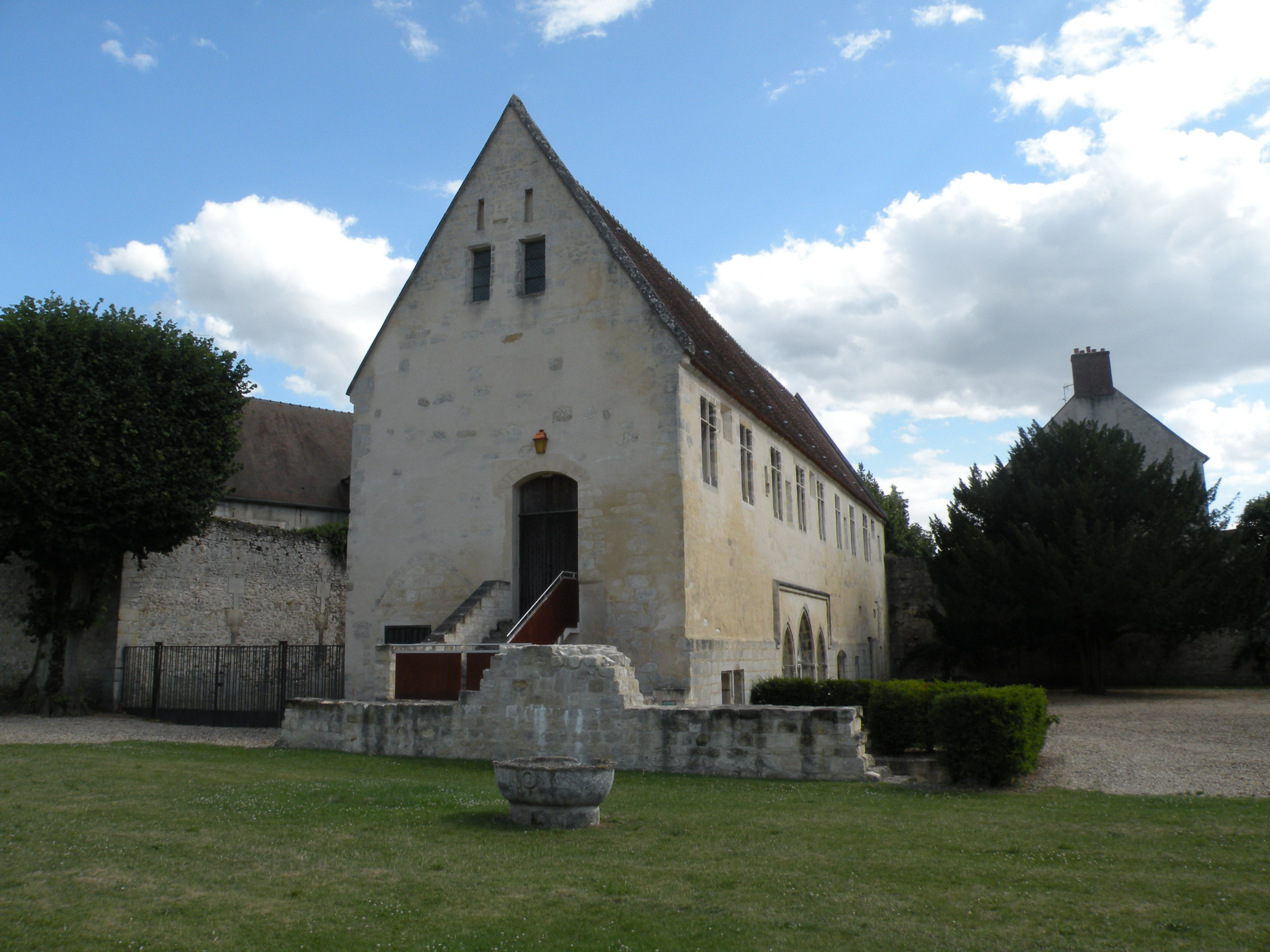
圣莫里斯修道院
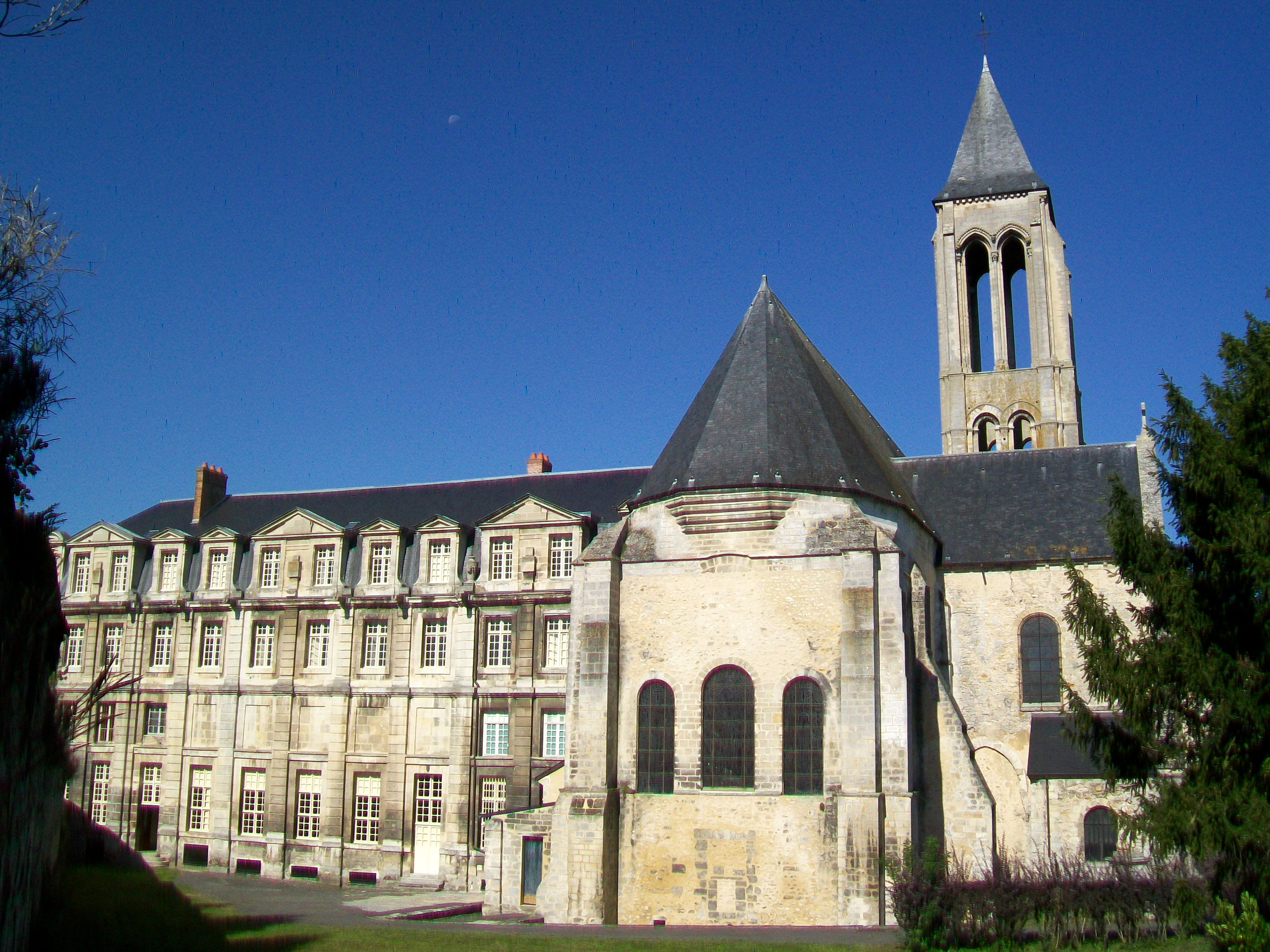
圣樊尚修道院（法语：Abbaye Saint-Vincent de Senlis）
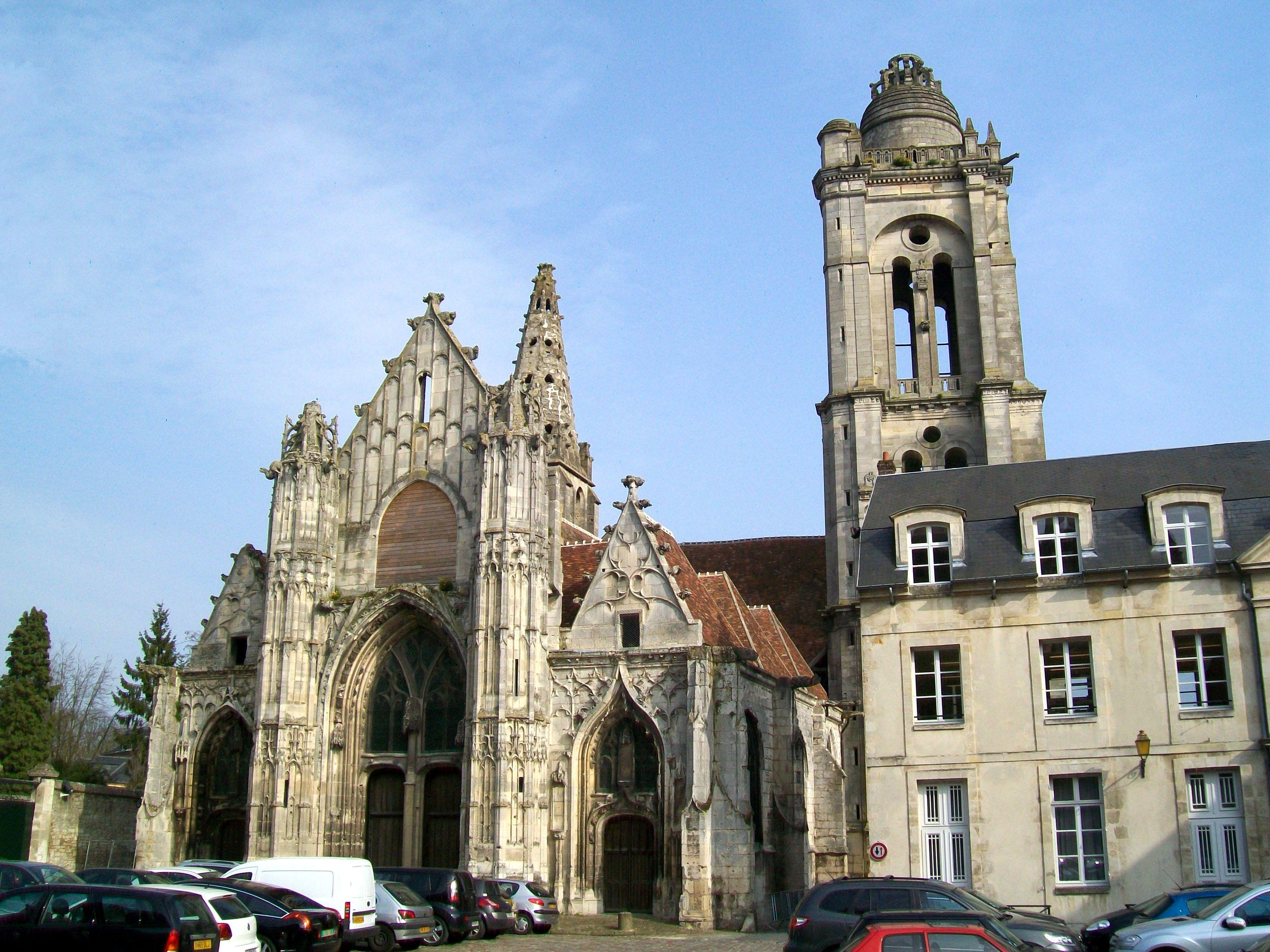
圣伯多禄教堂（法语：Église Saint-Pierre de Senlis）
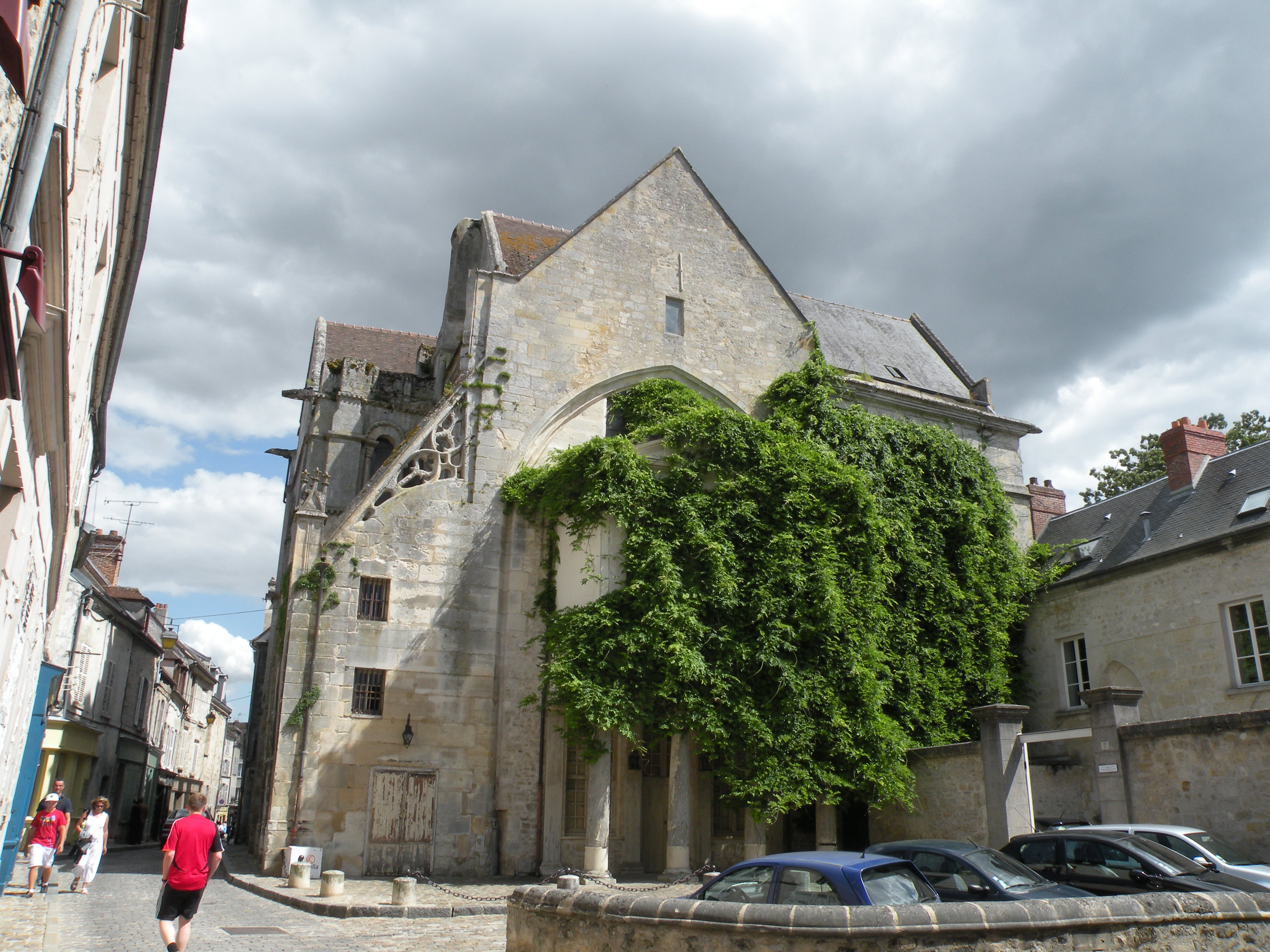
圣艾尼昂教堂（法语：Église Saint-Aignan de Senlis）
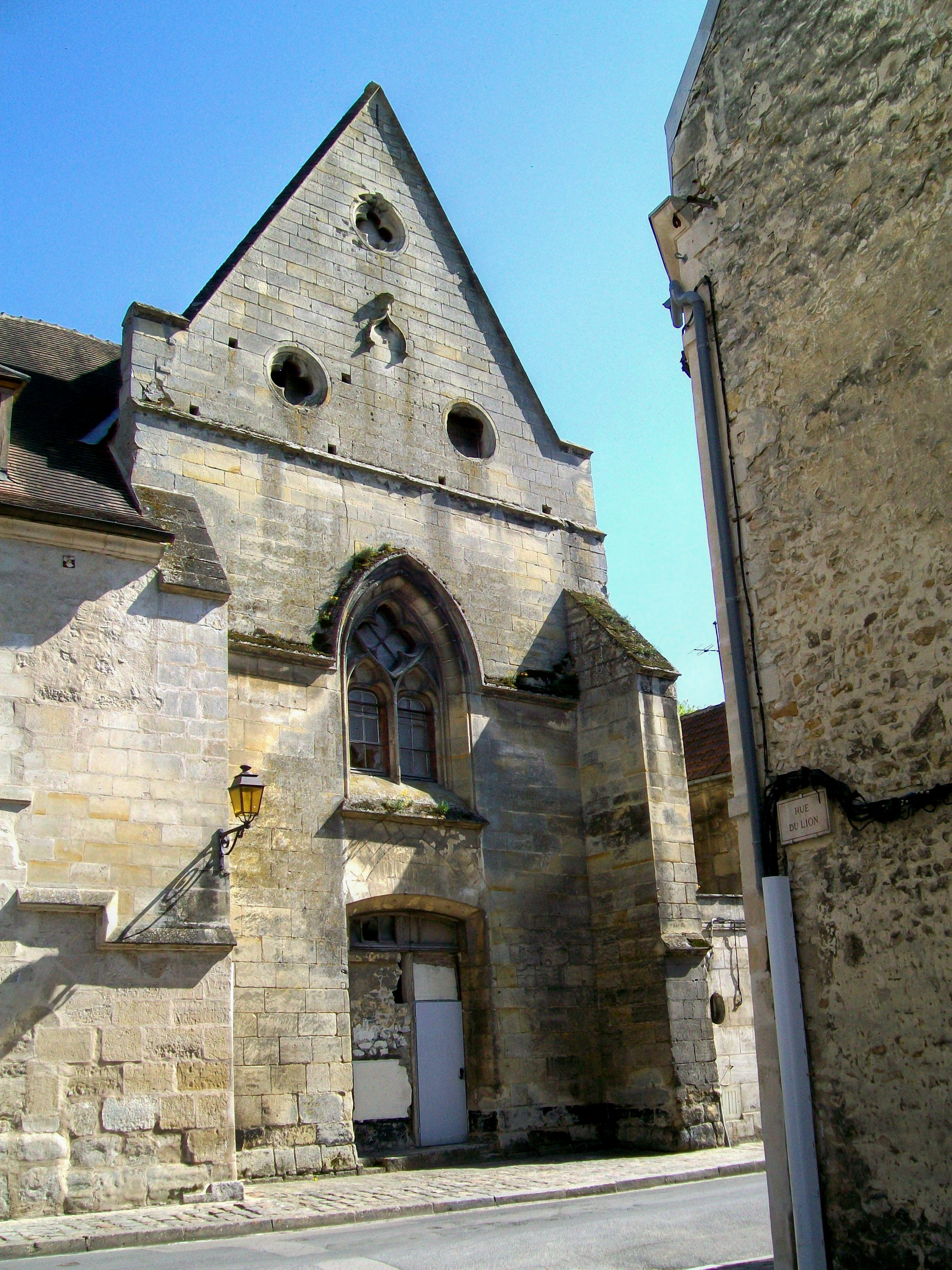
教会小教堂
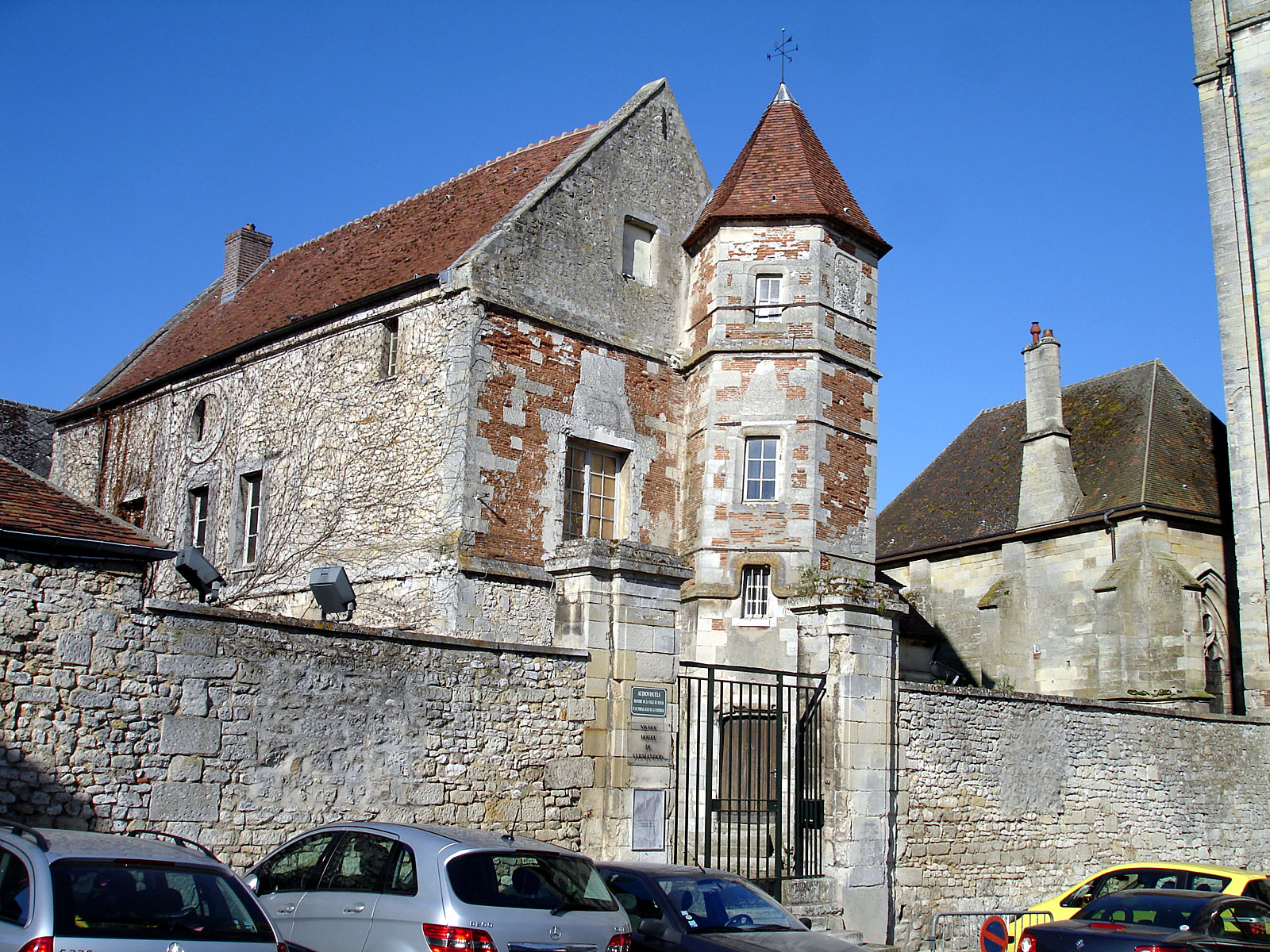
韦尔芒杜瓦宫

### 旅游
桑利斯的旅游事务由其所属的公共社区负责。2020年，桑利斯境内共有6家宾馆共计361间房间。

### 媒体
法国主要的媒体均可在桑利斯接收，法国电视三台下属的上法兰西大区频道在部分时段播出桑利斯所属区域的地方新闻。

## 相关人物
法国化学家安托萬·波美、医学家让-巴蒂斯德·勒费夫尔·德维尔布吕纳、政治人物貝爾納·卡澤納夫、糕点师克里斯托夫·米沙拉克、女演员安娜·马里万和足球运动员奇雲·甘美路出生于桑利斯。

## 友好城市
截至2021年4月，桑利斯共与三座城市互为友好城市关系：
- 德国 莱茵兰地区朗根费尔德
- 乌克兰 基辅佩切尔斯基区
- 義大利 蒙塔莱